# Doktor Fischer i Geneve
Doktor Fischer i Geneve (originaltitel: Doctor Fischer of Geneva or The Bomb Party) er en kort roman fra 1980 af den engelske forfatter Graham Greene. Den danske udgave udkom samme år på Gyldendal.

## Handlingsreferat

### Introduktion
Historien fortælles af translatøren Alfred Jones, som arbejder for et stort chokoladefirma i Schweiz. Jones er over 50 og har mistet sin venstre hånd da han arbejdede som brandmand under "Blitzkrieg" i Luftslaget om England. Jones er enkemand da han møder den unge Anna-Luise Fischer på en lokal restaurant. Jones bliver overrasket da han finder ud af at hendes far er den rige Doctor Fischer (det forklares at titlen "Doctor" sandsynligvis er påtaget uden uddannelsesmæssigt grundlag) der har tjent en formue på sin opfindelse af en parfumeret tandpasta ved navn Dentophil Bouqet. I hele Genéve er Doctor Ficher berømt og berygtet for sine spektakulære og mystiske middagsselskaber. Efter kortvarigt frieri bliver Jones gift med Anna-Luise. 
Anna-Luise forstår ikke sin far og hader ham for hvad hun mener han gjorde mod hendes mor. Jones besøger Doctor Fischer for at fortælle ham at han og Anna-Luise er gift, men Doctor Fischer tager ingen særlig notits af informationen. Alligevel inviterer han senere Jones til et af hans middagsselskaber. Anna-Luise advarer Jones og beder ham blive væk idet hun siger at selskaberne blot er et afløb for hendes faders ydmygelse af en gruppe rige spytslikkere. Dem kalder hun ufrivilligt humoristisk "Toads" (tudser) idet hun forvekskler det med "Toadies" (spytslikkere). De enes efter lang diskussion om at Jones ikke kan tage skade af et enkelt middagsselskab, og han tager af sted. 
Ved festen forklarer Doctor Fischer og hans gæster nogle af selskabernes regler. Hvis en gæst følger alle reglerne modtager han/hun en gave efter måltiddet. Normalt er gaverne skræddersyede til de enkelte gæster. De udvælges af Mrs. Montgomery, en af Toadsne, finansieres af Doctor Fischer og varierer fra guldure til biler. Ikke desto mindre dikterer reglerne at gæsterne skal udstå Doctor Fischers utallige hårde ydmygelser, der altid indeholder verbale spydigheder som fokuserer på de enkelte gæsters svagheder og usikkerheder. Ved det arrangement Jones deltager i består middagen udelukkende af kold havregrød. Da en af gæsterne anmoder om sukker tilbyder Doctor Fischer desuden kun salt, imens han selv spiser dyr kaviar. Ydermere er gæsterne forsynet med hagesmække i stedet for servietter. 
Doctor Fischer forklarer Jones at gæsterne skal spise deres havregrød for at modtage gaverne, og at hele arrangementet er en del af hans eksperiment til undersøgelse af de riges ekstreme grådighed. Han ønsker at undersøge hvor meget de vil udstå for at få gaverne, som han desuden bemærker at de alle er rige nok til selv at kunne erhverve sig. Derudover forklarer han, at han i modsætninger til gæsterne ikke er grådig efter simple materielle genstande, men efter ydmygelse. Han mener at hans gråd er guddommelig og sammenligner sig med gud. Han er ikke troende men underholder sig gerne med teologi og fortæller Jones om hvordan han mener at gud blot skabte mennesket for at ydmyge dem. Da et universelt masseselvmord ville være en falliterklæring for gud giver han, som Doctor Fischer, gaver til menneskene med jævne mellemrum. Således forklarer Doctor Fischer at Anna-Luise er en gave fra gud, for at lette Jones' smerte. 
Jones er imidlertid frastødt af Doctor Fischer der med sine konstante ydmygelser af gæsterne udviser klare sadistiske træk. Eftersom Jones med sin stolthed i behold undlader at spise sin havregrød udstiller han de andre gæster, der derfor ser ham som en fjende. Det varer et stykke tid førend Jones modtager endnu en invitiation. Anna-Luise beriger Jones med sin udlægning af hendes forældres ægteskabs sammenbrud. Hendes mor, Anna, havde under ægteskabet opbygget et tæt forhold til en mand ved navn Steiner. Doctor Fischer holder ikke af musik og sammen lytter Anna og Steiner i al hemmelighed til musik, herunder især Mozart. Da Doctor Fischer opdager dette forhold bestikker han Steiners chef Mr. Kips til at fyre Steiner. Derefter plager han sin kone der ifølge Anna-Luise dør af viljens kraft. 
Efter at have ordnet sit udestående med Steiner engagerer Doctor Fischer Mr. Kips som den første "Toad". Måske føler Doctor Fischer sig ydmyget eller flov over at Mr. Kips kender til Annas utroskab. I al fald vælger han i samarbejde med en dygtig børnebogsforfatter og en illustrator at udgive en bog med titlen: "The Adventures of Mr. Kips in Search of A Dollar" der karikerer og latterliggør den krumryggede Mr. Kips. Da bogen bliver en enorm succes ydmyges Mr. Kips offentligt og det forklares at han er den eneste af "Toadsne" der har misset en gave ved et selskab.

### Vendepunkt
Jones har en nat en drøm, som bider sig fast. Han er til begravelse med Doctor Fischer der græder ved gravens side. Indtil da har Doctor Fischer kun vist sig som en meget arrogant og væmmelig person der sågar sammenlignes med satan, men fra dette punkt i romanen vinder Doctor Fischer en vis sympati fra læseren. Han tænker at begravelsen må være Anna-Luises mors, men da han konfronterer hende med den afviser hun pure at Doctor Fischer skulle have grædt ved moderens begravelse. 
Ved et tilfælde støder Jones og Anna-Luise på Steiner i en lokal pladebutik. Ved synet af Anna-Luise der i høj grad ligner sin mor får den gamle mand et hjerteslag og indlægges. Senere besøger Jones ham og han får at vide at Steiner havde et mere fysisk forhold til Anna-Luises mor end tidligere antydet, og at Doctor Fischer skam græd ved hendes begravelse. Desuden får Jones at vide at lægerne udskriver Steiner der lover at han vil undgå hårdt arbejde. 
Jones og Anna-Luise taler om graviditet men Anna-Luise som nyder skiløb forklarer at hun vil vente til efter skisæsonen. Selvom hun er dygtig kan uheld forekomme og hun ønsker ikke at være gravid i gips. En tidlig morgen kører de sammen på skitur. Da Jones ikke står på ski venter han med god litteratur i dalen. Han reserverer plads på en restaurant og rejser sig da han observerer en vis grad af tumult som han vil undersøge. Der er mange misforståelser og fejlinformationer og det varer længe før han forstår at Anna-Luise er styrtet på en rød løjpe, piste rouge. 
Han sammenligner smerten med den en soldat oplever i en krigssituation hvor et skud heller ikke smerter umiddelbart, men først efter tid. Aggressivt presser han sig gennem forsamlingen af mennesker og når frem til sin da bevidstløse Anna-Luise. Hendes ellers hvide trøje er blodrød og efter kort tid dør hun. Jones sender besked til Doctor Fischer om Anna-Luises død, men Fischer møder ikke op til den ydmyge begravelse. 
Ikke længe efter forsøger Jones inspireret af en detektivroman at drikke sig ihjel, men forsøget mislykkes. Kort tid efter mødes Jones med Doctor Fischer der tilbyder ham Anna-Luises arv. Jones afviser tilbuddet til Doctor Fischers store overraskelse. Derpå inviterer Doctor Fischer ham til hvad han garanterer bliver det sidste middagsselskab, den ultimative test, og Jones takker ja. 

### Klimaks
Det sidste selskab, som titlen refererer til, kaldes uformelt "The Bomb Party". Det fylder det længste af bogens kapitler og finder sted omkring nytår i Doctor Fischers have hvor gæsterne holdes varme af enorme bål. Måltidet er ekstraordinært delikat og efter endt spisning forklarer Doctor Fischer, under gæsternes intense druk, aftenens eksperiments regler. I en kornspand ca. 20 meter derfra har han gemt 6 nytårsknallerter. I 5 af dem er der checks på 2 millioner franc uden navne og i 1 er der en bombe der potentielt kan slå den der udløser den ihjel. Idéen er at gæsterne enkeltvis skal trække og åbne en knallert. 
Mr. Kips siger at sådant spil er umoralsk og nægter at tage del i legen, han forlader som den første selskabet. 2 af "Toadsne" skynder sig at hente deres knallerter idet de indser at oddsene er bedst i starten og de finder begge checks. Richard Deane, der er en falleret skuespiller, begynder døddrukken at genleve heroiske filmscener. Da han endelig trækker en knallert indeholder den en check og han besvimer kort efter. 
Da er der kun Jones og en pensioneret militærmand, "the Divissionaire", tilbage. Divissionæren trækker en knallert men kan ikke få sig selv til at åbne den. Jones, der stadig overvejer selvmord, trækker en og finder en check i den, som han fortæller at han vil beholde. Divissionæren forbliver urørlig og Jones finder endnu en knallert (der ellers ville have været Mr. Kips'). I den finder han endnu en check hvilket betyder at Divissionæren altså holder knallerten med bomben. 
Imens Doctor Fischer håner divissionæren for hans krysteragtighed tilbyder Jones at jøbe den sidste knallert for 2 millioner franc. Doctor Fischer protesterer men divissionæren slår hurtigt til og Jones løber af sted med den sidste knallert. Alene i sneen udløser han knallerten der som antiklimaks blot udstøder et lille puf. Den livstrætte Jones forstår at Fischer har narret dem alle og skuffes svært. Pludselig dukker Steiner op og forklarer at han er kommet for at spytte Doctor Fischer i ansigtet.
Fischer ankommer og de fører en kort samtale hvori hans eksperiment evalueres. Derudover snakker han om hans tragiske forhold til sin kone og om hvordan han måske som den eneste i verden ikke hader, men afskyr sig selv. Derpå spørger han om klokken, der er over midnat, og konstaterer at det er sovetid. Han vandrer alene ud i sneen, mod den store sø. Jones bliver tilbage med Steiner og siger at det er ærgerligt at han ikke fik spyttet Fischer i ansigtet. Steiner forklarer at han faktisk har medlidenhed med den stakkels doktor. De hører et brag og finder Fischer i en rød blodpøl på den hvide sne med en pistol ved sin side. 
Romanen ender med et kort kapitel i hvilket Jones forklarer at han ikke længere overvejer selvmord. Derudover har han etableret et venskab med Steiner og sammen drikker de jævnligt kaffe og snakker om Anna-Luise og hendes mor. Jones forklarer at han sjældent ser nogen af "Toadsne" og at han for så vidt muligt undgår Genéve. Han er dog stødt på Mrs. Montgomery der fejlagtigt havde kaldt ham Mr. Smith, hvorpå han havde ignoreret hende. 

## Personer
- Alfred Jones: Fortælleren, en enkemand i 50erne med en handske over sin kunstige venstre hånd. Bliver gift med Anna-Luise.
- Anna-Luise Fischer: Doctor Fischers datter og kone til Alfred Jones. Hun afskyr sin far for den måde hvorpå han behandler andre mennesker, og i særdeleshed måden hvorpå han behandlede hendes mor.
- Dr. Fischer: En fantastisk rig mand som tjente en formue på opfindelsen af parfumeret tandpasta. Fischer er en enkemand der holder middagsselskaber for at ydmyge rige gæster og teste deres grådigheds grænser.
- Mrs. Montgomery: En velhavende enke som aldrig er i stand til at huske Jones' navn og bliver ved med at kalde ham "Smith". Hun er den eneste kvindelige gæst ved middagsselskaberne og står bl.a. for gaveudvælgelsen.
- Richard Deane: En falleret skuespiller hvis gode udseende er i forfald. Er gæst ved middagsselskaberne.
- Divissionær Krueger: En pensioneret schweizisk militærmand som fejlagtigt tituleres "general" af middagsselskabets gæster (med undtagelse af Doctor Fischer og Mr. Jones).
- Monsieur Belmont: En skatterevisor som er gæst ved middagsselskaberne.
- Mr. Kips: En ekstremt krumrygget advokat der øjensynligt er involveret i våbensmugling. Er gæst ved middagsselskaberne.
- Steiner: Anna Fischers tidligere affære der nu arbejder i en pladebutik. Steiner fyredes af Mr. Kips efter at Doctor Fischer fandt ud af at han havde en affære med Mrs. Fischer. Har stadig tætte bånd til Anna Fischer.

## Fortolkning til film
Dr. Fischer of Geneva or The Bomb Party blev lavet som tv-film i 1985 med James Mason (i sin sidste rolle) som Doctor Fischer og Alan Bates som Alfred Jones. Filmen instrueredes af Michael Lindsay-Hogg.